# Postrzał Krönleina
Postrzał Krönleina – rzadko spotykane zjawisko, zdarzające się przy samobójczych postrzałach w głowę lub usta, polegające na rozerwaniu czaszki i wyrzuceniu mózgu na zewnątrz. Powstaje zwykle przy postrzałach z broni długiej o dużej mocy, np. broni gładkolufowej lub wielkokalibrowej.
Eponim honoruje Rudolfa Ulricha Krönleina, szwajcarskiego chirurga.